# موسی الزومه
موسی الزومه (انگلیسی: Mousa El Tayeb؛ زادهٔ ۱۵ ژوئن ۱۹۸۴) با نام اصلی موسی الطیب النور بازیکن فوتبال اهل سودان است.
از باشگاه‌هایی که در آن بازی کرده‌است می‌توان به باشگاه فوتبال المریخ اشاره کرد.
وی همچنین در تیم ملی فوتبال سودان بازی کرده‌است.